# 機場發展策劃委員會
機場發展策劃委員會（英語：Airport Development Steering Committee）是香港昔日的一個政府組織，負責統籌、管理及監督香港機場核心計劃的工作。具體的執行工作由新機場工程統籌署負責。
機場發展策劃委員會的成員由香港政府的高官組成，主席一職由當時香港布政司陳方安生擔任，而其他成員則包括香港財政司及其他布政司署決策科司級政務官。
1998年7月6日，新香港國際機場啟用，但卻引起連串混亂。故此香港政府委任胡國興法官及鄭維健，成立獨立的調查委員會，徹查新機場混亂事件，調查對象當中包括委員會主席陳方安生。有認為該事件導致後來董建華推行主要官員問責制。